# Suspensão a ar

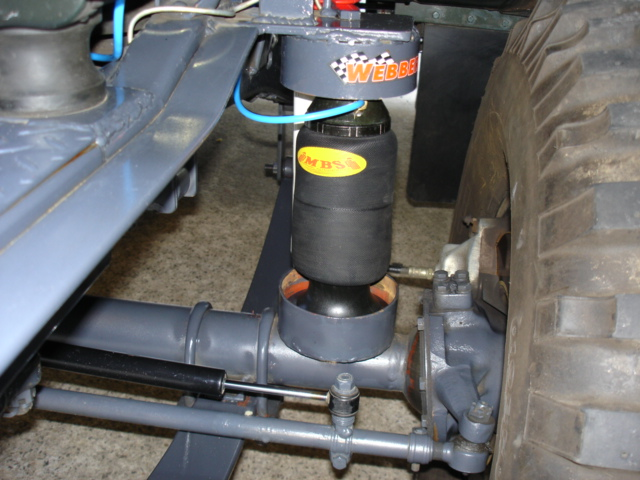
suspensão a Ar de um Ford Rural Willys/F-75

Suspensão a ar ou suspensão pneumática não é um conceito recente. Foi concebido na década de 1920 pela Messier, e difundida no final da década de 1940 nos Estados Unidos, buscando melhorias na estabilidade para autos de competição. O invento foi bem sucedido e logo foram criadas novas aplicações para o produto. A Plymouth, já na década de 1950, oferecia como opcional um sistema simples de “bag” calibrável a ar com o intuito de nivelar o veículo quando carregado.

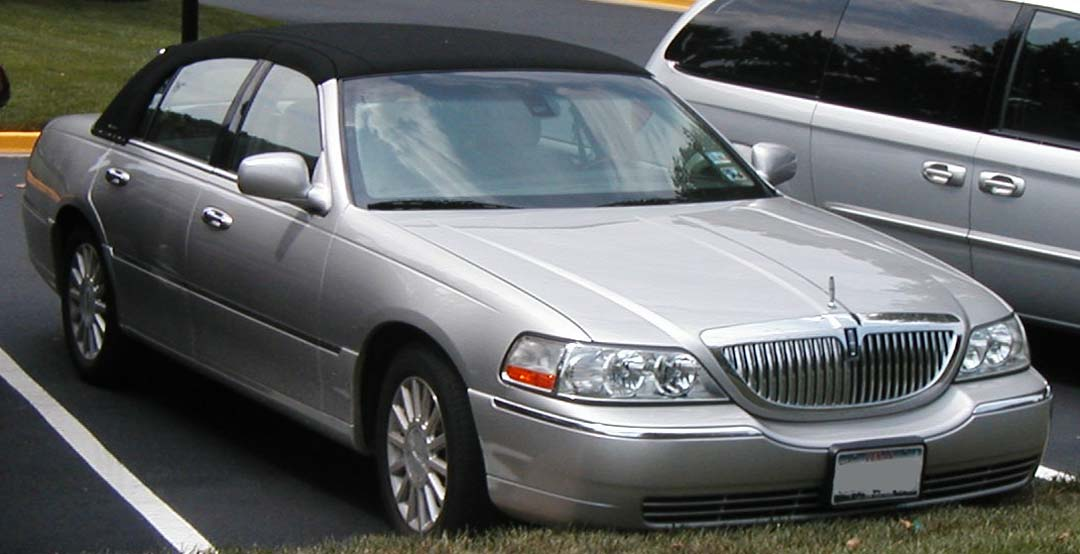
Lincoln Town Car, um automóvel com suspensão a ar

Começara a difusão na indústria norte-americana de uma nova tecnologia que se espalharia por todo o mundo nas décadas vindouras. Basicamente, suspensões a ar compreendem “bolsas” de material elastômero, normalmente borracha sintética trefilada ou poliuretano, inseridas em conjunto ou substituindo a suspensão mecânica original de um veículo. São apresentadas em diversos formatos, tamanhos e capacidades de carga.
Estas bolsas ou “air bags” podem ser infladas, deslocando o conjunto original, para que se obtenha compensação de carga adicional ou reboque, nivelando o veículo. Pode-se também obter maior performance quando o intuito for o de dosar o movimento da suspensão ou de aumentar a estabilidade, se o auto apresentar problemas de rolagem demasiada. A estes sistemas damos o nome de “helper springs”, uma vez que atuam no auxílio de situações específicas ajudando e trabalhando em conjunto com as suspensões originais dos veículos em que são instalados, que podem ser autos de passeio, pick-ups e furgões.
Uma outra vertente, mais recente, são os sistemas “100% a ar”, inicialmente utilizados em ônibus e caminhões e agora em autos de passeio, onde a suspensão mecânica é substituída completamente por cilindros pneumáticos. Algumas montadoras como Daimler-Chrysler, BMW e Land Rover já dispõem há alguns anos de modelos equipados com suspensões somente a ar, totalmente automatizadas e programáveis.
A novidade, que vem se tornando cada vez mais popular e procurada no meio dos aficcionados por autos, são os sistemas 100% a ar para veículos que originalmente saem de fábrica com suspensão mecânica. Parece simples, mas promovem uma profunda alteração no veículo em que são instaladas, requerendo mão-de-obra especial e qualificada para a correta montagem e acerto dos mesmos.

## Funcionamento
A  suspensão a ar contém principalmente os seguintes aparelhos: compressor, cilindro, relógios, bolsas.
Como funciona no lugar das molas do veiculo são colocadas bolsas que quando o sistema é acionado seguram o ar dentro delas fazendo assim com que o veiculo levante, quando o sistema é acionado novamente o ar é jogado de dentro das bolsas para fora fazendo assim com que o veiculo se rebaixe ao limite extremo. Porém existe a necessidade de um sistema que regule a altura de rodagem, válvula niveladora (de preferencia eletrônica), pois o condutor dificilmente consegue fazer essa regulagem.
Também vale lembrar que os ônibus mais novos têm um sensor que ajusta a suspensão de modo que todos fiquem confortáveis.
Exemplo: se você parar em cima de um tijolo com um ônibus desses ele fica se mexendo até ficar 100% certo.

## Preços
Atualmente o preço de um kit de suspensão a ar ainda é bem caro, mas muito recompensador. Um kit completo custa de R$2500 a R$3500 reais. Já um kit mais simples sem o compressor custa de R$1500 a R$2500. A diferença é que sem o compressor o cilindro não se enche de ar sozinho, e sendo assim o usuário tem que enche-lo com ar.[carece de fontes?]

## Vantagens
O sistema de suspensão a ar proporciona uma maior suavidade para sua picape, automóvel, van ou veiculo de recreação. Problemas de dirigibilidade causados por cargas pesadas ou mal distribuídas podem ser rapidamente corrigidos simplesmente adicionando-se ou retirando-se o ar do sistema, podendo ser controlado de dentro do veiculo, inclusive em movimento. Utilizado também para veículos de exibição poderem andar em uma altura muito baixa com o veiculo.